# Lusagjuch (Aragacotn)
Lusagjuch – wieś w Armenii, w prowincji Aragacotn. W 2011 roku liczyła 710 mieszkańców.